# Воронина, Валентина Михайловна
Валентина Михайловна Воронина (1 июля 1930 года — 2008) — клейщица резиновой обуви Ленинградского производственного объединения «Красный треугольник» Министерства нефтеперерабатывающей и нефтехимической промышленности СССР. Герой Социалистического Труда (10.03.1976).

## Биография
Родилась 1 июля 1930 года в деревне Михайловка Должанского района ныне Орловской области в крестьянской семье. Позже семья перебралась в Ленинград.
После окончания образовательной школы Валентина поступила в Ленинградскую школу фабрично-заводского обучения (ФЗО) № 34 и успешно окончила ее в 1947 году. 17-летней девчонкой пришла работать клейщицей резиновой обуви на Ленинградское производственное объединение «Красный треугольник», занимающееся изготовлением обуви. Здесь на заводе «Красный треугольник» в городе Ленинград (ныне — Санкт-Петербург) она и проработала всю свою трудовую жизнь — более 30 лет.
В 1954 году ее назначили бригадиром клейщиц обуви комсомольско-молодежной бригады цеха № 12 завода. Быстро ей удалось вывести свою бригаду не только в число передовых, но и сделать ее лучшей в объединении, внедрить в ней хозрасчетную форму организации труда. В 1971 году она получила свой первый орден Ленина, имела медали за трудовые заслуги.
В девятой пятилетке (1971—1975 годы) её бригада обогнала трудовой календарь на год. Сверх плана было изготовлено 630 тысяч пар резиновой обуви. В 1973 году вступила в КПСС.
Указом Президиума Верховного Совета СССР от 10 марта 1976 года за выдающиеся достижения и досрочное выполнение производственных заданий 9-й пятилетки по выпуску товаров народного потребления Ворониной Валентине Михайловне присвоено звание Героя Социалистического Труда с вручением ордена Ленина и золотой медали «Серп и Молот».
В дальнейшем вышла на пенсию.
Жила в Санкт-Петербурге. Умерла в 2008 году. Похоронена на Южном кладбище Санкт-Петербурга.
Награждена 2 орденами Ленина (20.04.1971; 10.03.1976), медалями.

## Награды
- Медаль «Серп и Молот» (10.03.1976);
- Орден Ленина (20.04.1971).
- Орден Ленина (10.03.1976)
- Медаль «За трудовую доблесть»
- Медаль «В ознаменование 100-летия со дня рождения Владимира Ильича Ленина» (6 апреля 1970)
- Медаль «Ветеран труда»
- медали ВДНХ СССР
- Победитель Всесоюзного соревнования коноплеводов
- Награждена юбилейным знаком «70 лет Орловской области»
- Отмечена грамотами и дипломами.